# Thriambus taiensis
Thriambus taiensis är en insektsart som beskrevs av Asche 1988. Thriambus taiensis ingår i släktet Thriambus och familjen sporrstritar. Inga underarter finns listade i Catalogue of Life.